# Dwayne Collins
Dwayne Collins (Miami, 13 aprile 1988 – 16 aprile 2025) è stato un cestista statunitense.

## Biografia
Nel ruolo di ala grande giocò per l'Università di Miami prima di essere selezionato come ultima scelta nel draft NBA 2010 da parte dei Phoenix Suns. In seguito firmò con la squadra italiana Cimberio Varese per la stagione 2010-11, ma lasciò la squadra prima dell'inizio della stagione dopo aver subito un infortunio al ginocchio. A causa dei dolori al ginocchio, la successiva apparizione sul parquet arrivò nel luglio 2013 quando egli partecipò tra le file dei Suns per la Summer League NBA del 2013. In cinque partite per i Suns, raggiunse 1,2 punti e 5,3 minuti di gioco di media per partita.
Collins muore il 16 aprile 2025, all'età di 37 anni. La causa del decesso non è stata resa nota, ma si sospetta un attacco cardiaco, secondo quanto riferito da più fonti.